# 12556 Kyrobinson
12556 Kyrobinson è un asteroide della fascia principale. Scoperto nel 1998, presenta un'orbita caratterizzata da un semiasse maggiore pari a 2,3815910 UA e da un'eccentricità di 0,0634729, inclinata di 6,45360° rispetto all'eclittica.